# Príncep
|  | Aquest article tracta sobre els membres d'una família regnant. Si cerqueu els soldats romans, vegeu «Prínceps». |

Una princesa o príncep és un membre de la família regnant, normalment el fill del rei. La paraula ve del terme llatí princeps, que significa 'el primer', puix és el primer en la línia de successió per a heretar el tron. Alguns idiomes tenen termes diferents per referir-se als fills del rei que són hereus i els que no ho són. Per extensió, en alguns contextos ha acabat significant simplement una persona honorable, com quan es parla de «príncep de la poesia».
L'ús original però ara menys comú de la paraula va ser l'aplicació de la paraula llatina princeps, del dret romà tardà i del sistema clàssic de govern que finalment va donar pas a la societat feudal europea. En aquest sentit, un príncep és un governant d'un territori que és sobirà.

## Origen
El títol té significats genèrics i substantius:
- Genèricament, príncep es refereix a un membre d'una família que governava per dret hereditari (com la casa de Sverre a Noruega) o als descendents no regnants, el títol es refereix als sobirans, descendents d'antics sobirans (com els descendents del rei Haakon V). ) o als cadets de la família d'un sobirà. El terme es pot utilitzar àmpliament per referir-se a persones de diverses cultures, continents o èpoques. A Europa, és el títol que porten legalment els cadets dinàstics a les monarquies, i que porten per cortesia els membres de les dinasties anteriors regnants.
- Com a títol substantiu, un príncep era un monarca del rang més baix de l'Europa postnapoleònica, p. Prínceps d'Andorra, Hohenzollern-Sigmaringen, Mingrelia, Mònaco, Waldeck i Pyrmont, Valàquia, etc.
- També substantivament, el títol va ser atorgat pels papes i monarques seculars a individus concrets i als caps d'algunes famílies europees d'alt rang que, tanmateix, mai van exercir la sobirania dinàstica i els cadets de les quals no tenen dret a compartir el títol de príncep, és a dir, els prínceps de Beauvau-Craon, von Bismarck, Colonna, von Dohna-Schlobitten, von Eulenburg, de Faucigny-Lucinge, von Lichnowsky, von Pless, Ruffo di Calabria, (de Talleyrand) von Sagan, van Ursel, etc.
- Genèricament, els cadets d'algunes famílies no sobiranes el cap de les quals porta el títol no dinàstic de príncep (o, menys habitualment, de duc) també estaven autoritzats a utilitzar el títol de príncep, p. von Carolath-Beuthen, de Broglie, Demidoff di San Donato, Lieven, de Merode, Pignatelli, Radziwill, von Wrede, Yussopov, etc.
- En el fons, els hereus aparents en algunes monarquies utilitzen un títol principesc específic associat a un territori dins del regne del monarca. Per exemple, els Prínceps d'Astúries (Espanya), Grão Pará (Brasil, antigament), Orange (Països Baixos), Viana (Navarra, antigament), Gal·les (Regne Unit), etc.
- Finalment, es va convertir en la moda a partir del segle XVII que els hereus aparents de les principals famílies ducals assumissin un títol principesc, associat a una senyoria en poder de la família. Aquests títols eren portats per cortesia i conservats per la tradició, no per la llei.

## Ús rus
En rus, el mot príncep és el títol de rang més elevat de la noblesa, és a dir, equival al títol de duc d'altres estats. El terme que designa en rus el concepte expressat en la majoria de llengües pel mot príncep és tsarevitx (literalment, 'fill del tsar'), si és l'hereu, i gran duc si no ho és (fills secundaris del tsar, cosins, etc.).

## En la literatura
Els contes populars estan plens de personatges que són prínceps i princeses. Els prínceps són homes joves i bells, que vencen tots els perills, com els dracs o les bruixes, per reivindicar el seu tron o casar-se amb la princesa. Ella acostuma a tenir un rol més passiu, ja que sol estar presonera o maleïda i ha d'esperar el rescat del seu enamorat. A vegades són ells les víctimes d'un sortilegi (la figura més típica és la del príncep transformat en granota per una fetillera envejosa). Els prínceps de conte també s'anomenen príncep encantador o príncep blau.

## Línia d'honor dels títols nobiliaris
| Emperador | Rei | Príncep | Infant | Duc | Marquès | Comte | Vescomte | Baró | Senyor | Castlà |
| --------- | --- | ------- | ------ | --- | ------- | ----- | -------- | ---- | ------ | ------ |